# Troglophilus marinae
Troglophilus marinae is een rechtvleugelig insect uit de familie grottensprinkhanen (Rhaphidophoridae). De wetenschappelijke naam van deze soort is voor het eerst geldig gepubliceerd in 2003 door Rampini & di Russo.
1. ↑  (en) Troglophilus marinae op de IUCN Red List of Threatened Species.